# Timur i jego drużyna (film 1940)
Timur i jego drużyna (org. Тимур и его команда) – radziecki film dla młodzieży z 1940 w reż. Aleksandra Razumnego. Na podstawie scenariusza, jego autor Arkadij Gajdar napisał powieść pod tym samym tytułem.

## Opis fabuły

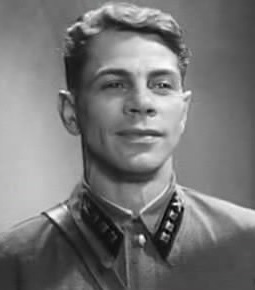
Piotr Sawin jako inż. Gieorgij Garaiew

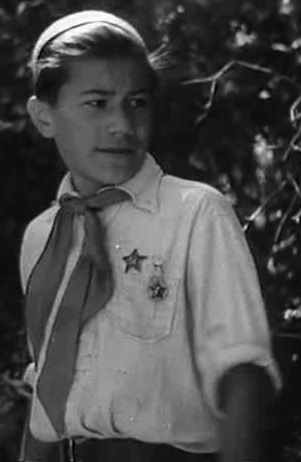
Kola Kutuzow jako "Gejka", pionier drużyny Timura

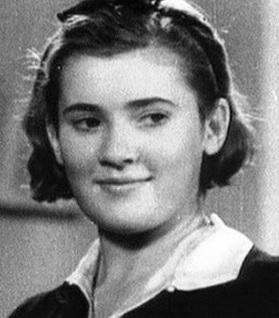
Marina Kowaliowa jako Olga

Nastoletnia Żenia, córka pułkownika Aleksandrowa wraz ze starszą siostrą Olgą przyjeżdżają na podmoskiewską daczę. Tam Żenia poznaje Timura – lidera miejscowej grupy pionierów, których głównym celem jest niesienie pomocy miejscowym mieszkańcom, zwłaszcza ludziom starym i rodzinom czerwonoarmistów (noszeniem wody, rąbaniem drewna). Pionierzy muszą również stawić czoła grupie miejscowych rozrabiaków pod wodzą Miszki Kwakina, regularnie okradających lokalne sady i ogródki. Początkowa Żenia, słuchając opinii swojej starszej siostry, traktuje Timura jak chuligana, jednak z czasem przyłącza się do jego grupy, zafascynowana ideą niesienia pomocy innym. Nie podoba się to Oldze, która wkrótce powraca do Moskwy. Tam oczekuje na nią ojciec, który w stolicy musi spędzić zaledwie kilka godzin i jeszcze tego samego dnia, wraz z podległym mu zmechanizowanym oddziałem, ma wyruszyć na front. Żenia dowiaduje się o wizycie Aleksandrowa w Moskwie z porzuconego przez Olgę telegramu i za wszelką cenę również pragnie zobaczyć się z ojcem. Jednak niewiele jest w stanie zrobić, ponieważ ostatni pociąg do Moskwy już odszedł, a następny będzie dopiero jutro – zbyt późno aby mogła zdążyć na czas. Z pomocą przychodzi jej Timur, który kradnie motocykl swojego wuja Gieorgija (chłopka Olgi) i nocą dowozi Żenię do Moskwy na spotkanie z ojcem. Aleksandrow na czele swojego oddziału wyrusza na front, a Olga, Żenia i Timur powracają na letnisko. Tam Olga wyjaśnia całą sytuację Gieorgijowi, chroniąc Timura przed gniewem i karą ze strony wuja. Sam Gieorgij jest już jednak zajęty innymi sprawami – tego samego dnia opuszcza letnisko jako zmobilizowany oficer. Odchodzi serdecznie żegnany przez obydwie siostry, Timura, mieszkańców letniska, a nawet Miszkę Kwakina.

## Obsada aktorska
- Liwij Szczypaczow – Timur
- Piotr Sawin – inż. Gieorgij Garaiew
- Lew Potiomkin – dr Kołokolczikow
- Witia Sieliezniow – Witia
- Pietia Grochowski – Kola
- Boris Jasien – Miszka Kwakin
- Kola Kutuzow  – Gejka
- Igor Smirnow – "Sima"
- Nikołaj Annienkow – płk. Aleksandrow
- Marina Kowaliowa – Olga
- Katja Dieriewszczykowa – Żenia
- Jelana Muzil – staruszka, właścicielka utraconej kozy

i inni.